# 愛知県医療療育総合センター中央病院
愛知県医療療育総合センター中央病院（あいちけんいりょうりょういくそうごうセンターちゅうおうびょういん）は、愛知県春日井市にある小児・障害児専門病院である。

## 概要

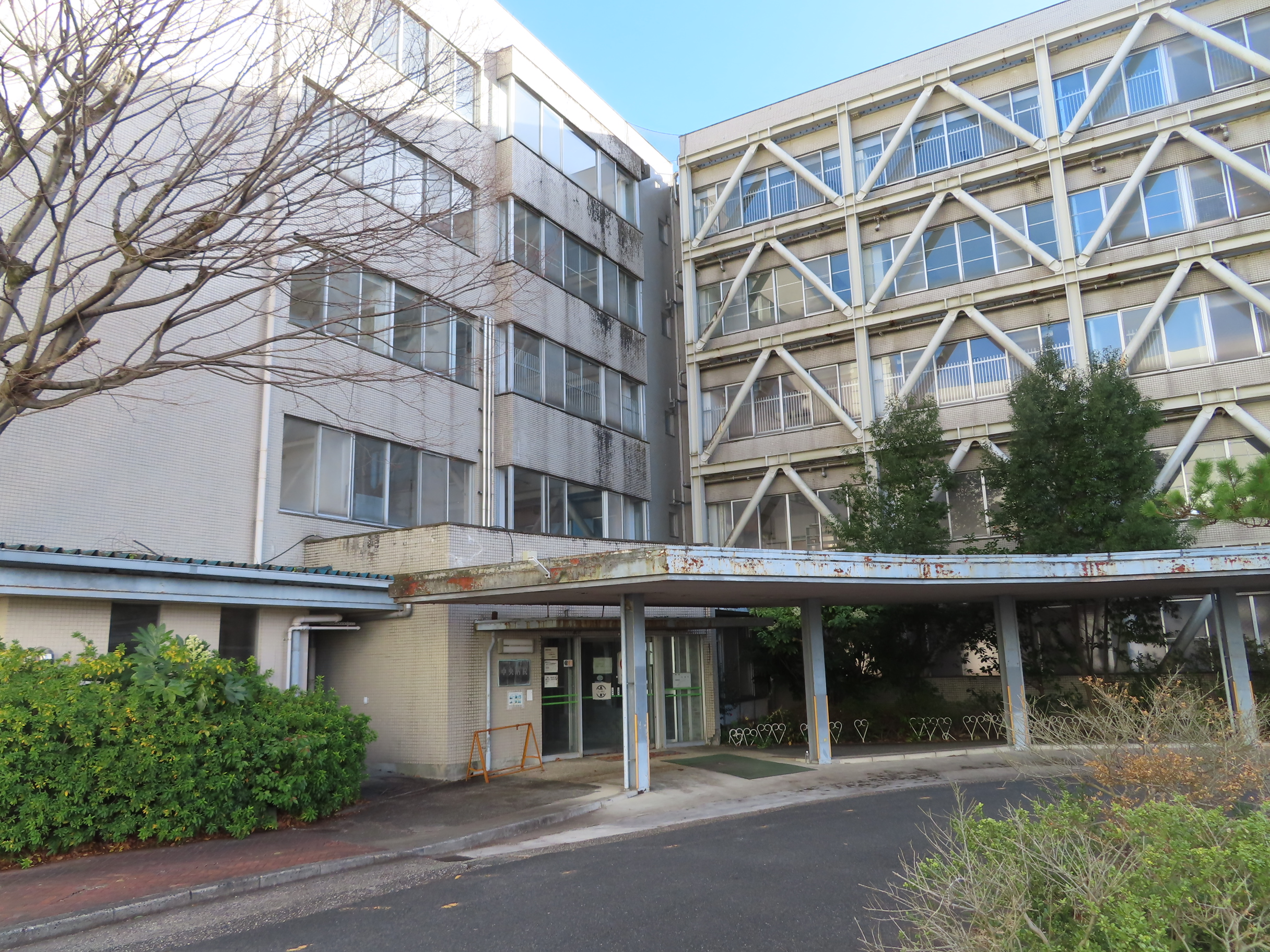
解体する前の旧棟 （2021年12月）

1970年（昭和45年）5月、愛知県が開設した小児、障害児専門病院であり愛知県心身障害者コロニー内施設の一つである。
院内学級が設置されており春日井市立坂下小学校、春日井市立坂下中学校、愛知県立春日台特別支援学校からそれぞれ教師を迎えている。
昔はNICU(新生児集中治療室)が存在した。現在はポストNICUとして重症心身障害児等の受け入れ施設として重要な役割を果たしている。その他、県内有数の実績を誇る小児外科をはじめとした小児医療が診療の柱であり、あいち小児保健医療総合センターや各大学病院と連携しながら県内の小児医療の中核を担っている。
2019年（平成31年）3月、愛知県コロニーから愛知県医療療育総合センターに再編。同時に愛知県医療療育総合センター中央病院に改称。
同センター内には、中央病院の他、発達障害研究所と療育支援センターがある。
2021年（令和3年） 12月、旧研究所の解体工事が始まる。 
2022年（令和4年） 4月、旧中央病院の解体工事が始まる。
2023年（令和5年） 5月、旧中央病院と旧研究所跡地に駐車場が完成。

## 診療科目
- 内科
- 新生児科　（閉鎖）　(NICU)
- 小児外科
- 児童精神科
- 小児神経科
- 脳神経外科
- 整形外科
- 眼科
- 歯科
- 耳鼻科
- 皮膚科
- 麻酔科

## 指定医療機関
- 健康保険法指定医療機関
- 育成医療指定医療機関
- 結核予防法指定医療機関
- 未熟児養育医療指定医療機関
- 生活保護法指定医療機関
- 特定疾患医療給付事業受託医療機関
- 更生医療指定医療機関
- 小児慢性特定疾患研究事業受託医療機関

## 交通アクセス
- JR中央本線 / 愛知環状鉄道・愛知環状鉄道線「高蔵寺駅」で名鉄バスに乗り換え「県医療療育総合センター」バス停で下車。
- 高蔵寺駅北口からタクシーで約10分。